# OPS-20
OPS-20は、日本無線製の2次元レーダー。海上における遭難及び安全に関する世界的な制度（GMDSS）に対応しており、海上自衛隊の自衛艦に航海レーダーとして搭載されている。
なお、ひゅうが型・あきづき型で採用されたC型では対水上捜索レーダーとして発展しており、メインとサブの2つの空中線により構成されている。また使用するレーダー波をパルス波から無変調連続波（CW）に変更することで、被発見性を低減している。

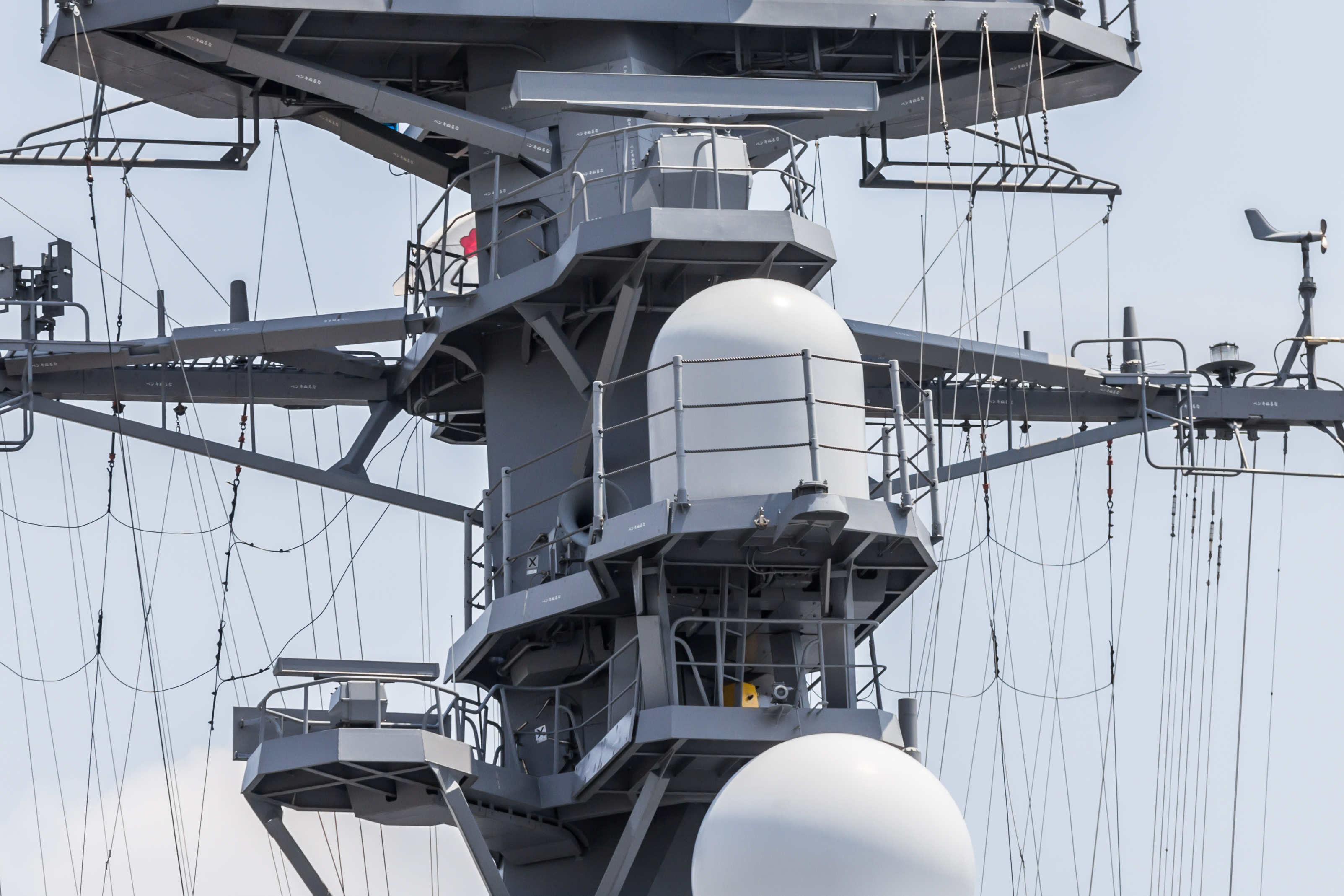
あきづき搭載のOPS-20Cレーダー
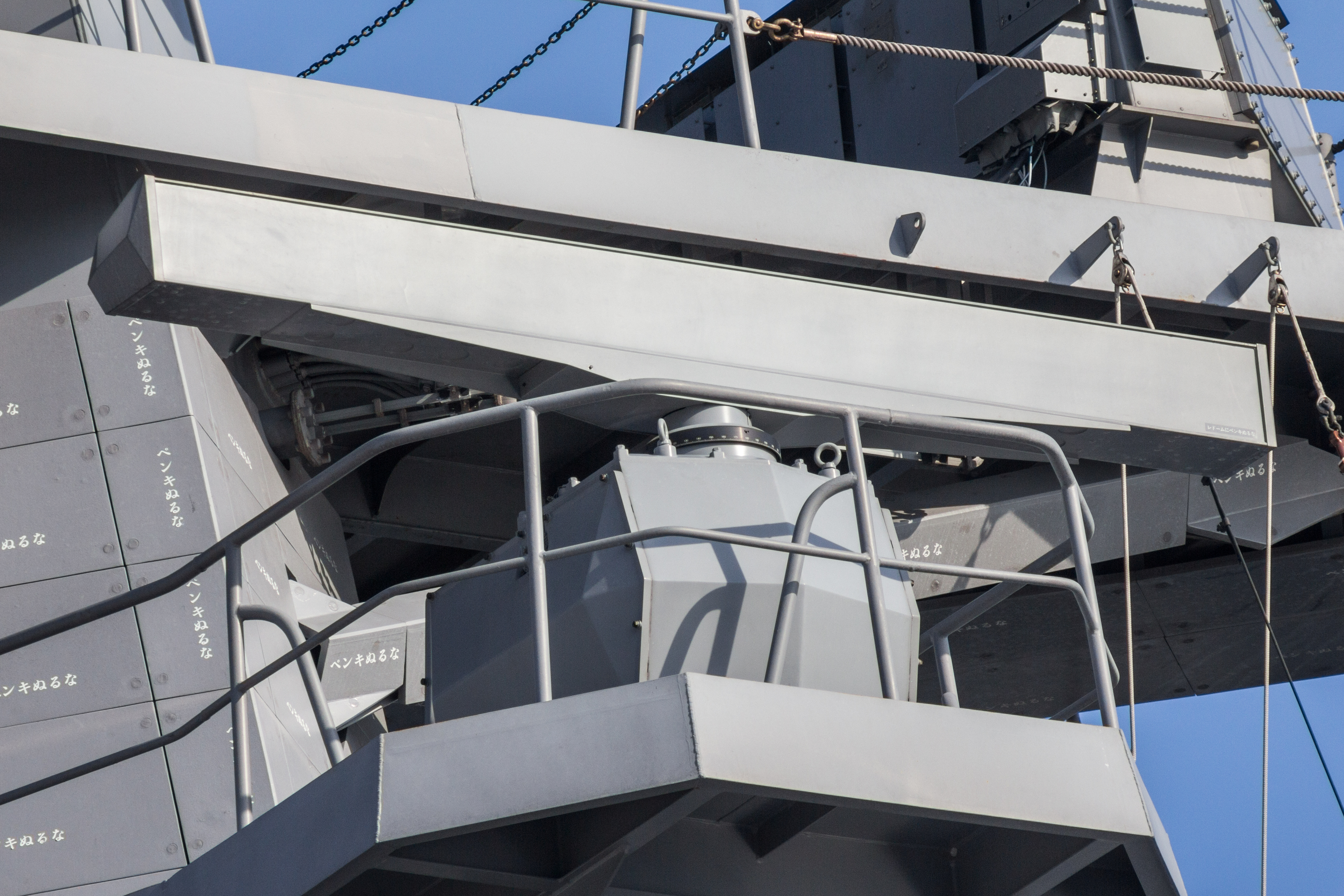
OPS-20C(主）
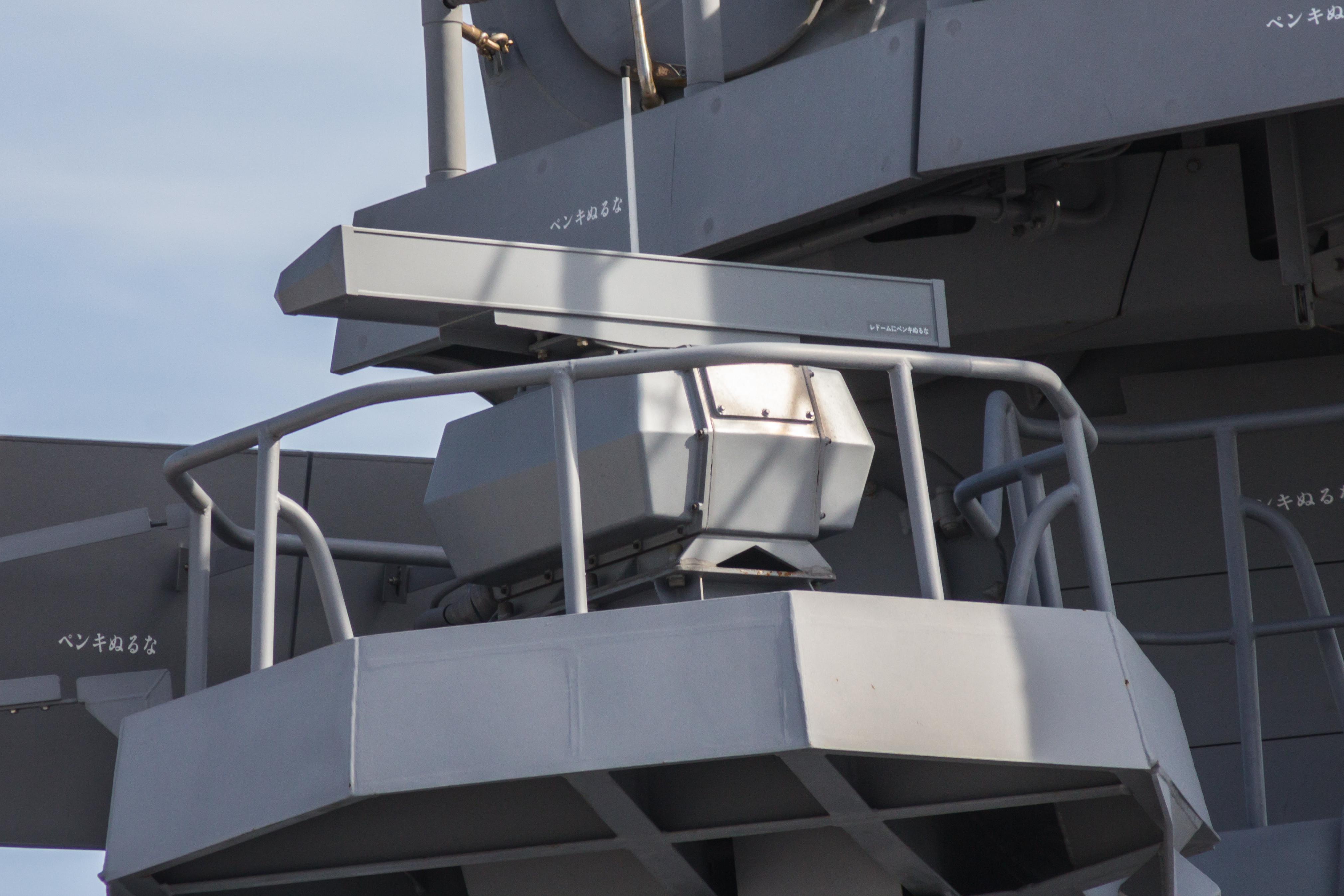
OPS-20C(副）

## 搭載艦艇
- 護衛艦
  - あさぎり型護衛艦（58-61DD）
  - あぶくま型護衛艦「ちくま」、「とね」（02DE）
  - こんごう型護衛艦（63-06DDG）
  - むらさめ型護衛艦（03-09DD）
  - たかなみ型護衛艦（10-13DD）
  - あたご型護衛艦（14/15DDG）
  - ひゅうが型護衛艦（16/18DDH）
  - あきづき型護衛艦（19-21DD）
  - いずも型護衛艦（22/24DDH）
  - あさひ型護衛艦（25/26DD）
- その他警備艦
  - おおすみ型輸送艦（05-11LST）
  - うらが型掃海母艦（06/08MST）
  - はやぶさ型ミサイル艇（11-13PG）
- 補助艦
  - 練習艦「かしま」（04TV）
  - 潜水艦救難艦「ちはや」（08ASR）
  - とわだ型補給艦（59/62AOE）
  - ましゅう型補給艦（12/13AOE）
  - 海洋観測艦「にちなん」（08AGS）
  - 訓練支援艦「てんりゅう」（09ATS）